# Hoher Nock
Der Hohe Nock ist ein verkarsteter Plateauberg im südöstlichen Oberösterreich. Mit einer Höhe von 1963 m ü. A. überragt er das südlich gelegene Windischgarstner Becken um rund 1400 Meter und bildet die höchste Erhebung des Sengsengebirges sowie der gesamten Oberösterreichischen Voralpen. Der Berg liegt im zentralen Bereich des 1997 errichteten Nationalparks Kalkalpen.

## Lage und Aufbau
Der Hohe Nock erhebt sich auf den Gemeindegebieten von Molln, Roßleithen und Rosenau am Hengstpaß im Bezirk Kirchdorf. Nächstgelegene Talorte sind im Norden Molln sowie im Süden Windischgarsten. Der Bergstock ist vor allem aus hellem Wettersteinkalk aus dem Ladinium bis Unterem Karnium, in tieferen Bereichen auch aus Hauptdolomit aufgebaut.
Das Oronym Nock weist auf die höchste Erhebung einer abgeflachten Bergkuppe hin, dem Nockplateau. Dabei handelt es sich um eine von großen Dolinen durchzogene Hochfläche, die nach Norden unvermittelt in mehrere hundert Meter hohen Felswänden in das Blöttenbachtal abstürzt. An dessen Talschluss findet sich mit der Feichtau das größte Almgebiet des Sengsengebirges (1360 m) sowie die Feichtauer Seen (1370 m).
Nach Süden senkt sich der Hohe Nock mit kleineren Felsabbrüchen in einen weiten Kessel des Oberen Knödelbodens (rund 1450 m), der durch den vorgelagerten Hagler (1669 m) begrenzt wird. Mit den Merkensteinbründl (Lage) findet sich hier auch eine der raren Wasserquellen des Sengsengebirges. Nach Osten setzt sich der Gebirgszug über den Sattel Rettenbacher Höhe (1779 m) zum Gamsplan (1902 m) fort, nach Westen bildet der Rottalsattel (rund 1650 m) die Verbindung zum Rohrauer Größtenberg und weiter zum Hochsengs (1838 m).

## Touristische Erschließung
Der Hohe Nock gehört bei Bergwanderern zu den beliebtesten Zielen im Nationalpark Kalkalpen und ist auf mehreren markierten Anstiegen zu erreichen, bei denen zumindest knapp 1400 Höhenmeter zu überwinden sind. Der meistbegangene Anstieg führt von Norden aus dem Tal der Krummen Steyrling über die Feichtau mit Einkehr- und Übernachtungsmöglichkeit durch ein Schuttkar auf das Nockplateau und zum Gipfel. Von Süden zieht der Brudergrabensteig ohne Einkehrmöglichkeit vom Hinteren Rettenbachtal auf den Oberen Knödelboden und von dort über die Rettenbacher Höhe zum Gipfel-Grat. Im Rahmen der zweitägigen Sensgengebirgsüberschreitung gelangt man über den Rottalsattel aufs Nockplateau.
Von Kletterern werden insbesondere Routen auf der Nockplatte begangen, einer augenfälligen, rund 180 Metern hohen, steil geneigten Platte, die sich am südwestlichen Ende des Nockplateaus befindet. Meistbegangene Route ist die Platteneuphorie (5+).